# (294296) Efeso
(294296) Efeso est un astéroïde de la ceinture principale.

## Description
(294296) Efeso est un astéroïde de la ceinture principale. Il fut découvert le 3 novembre 2007 à Vallemare Borbona par Vincenzo Silvano Casulli. Il présente une orbite caractérisée par un demi-grand axe de 2,31 UA, une excentricité de 0,06 et une inclinaison de 5,8° par rapport à l'écliptique.
Il est nommé d'après le nom italien de la ville antique d'Éphèse.